# Olfaktometr

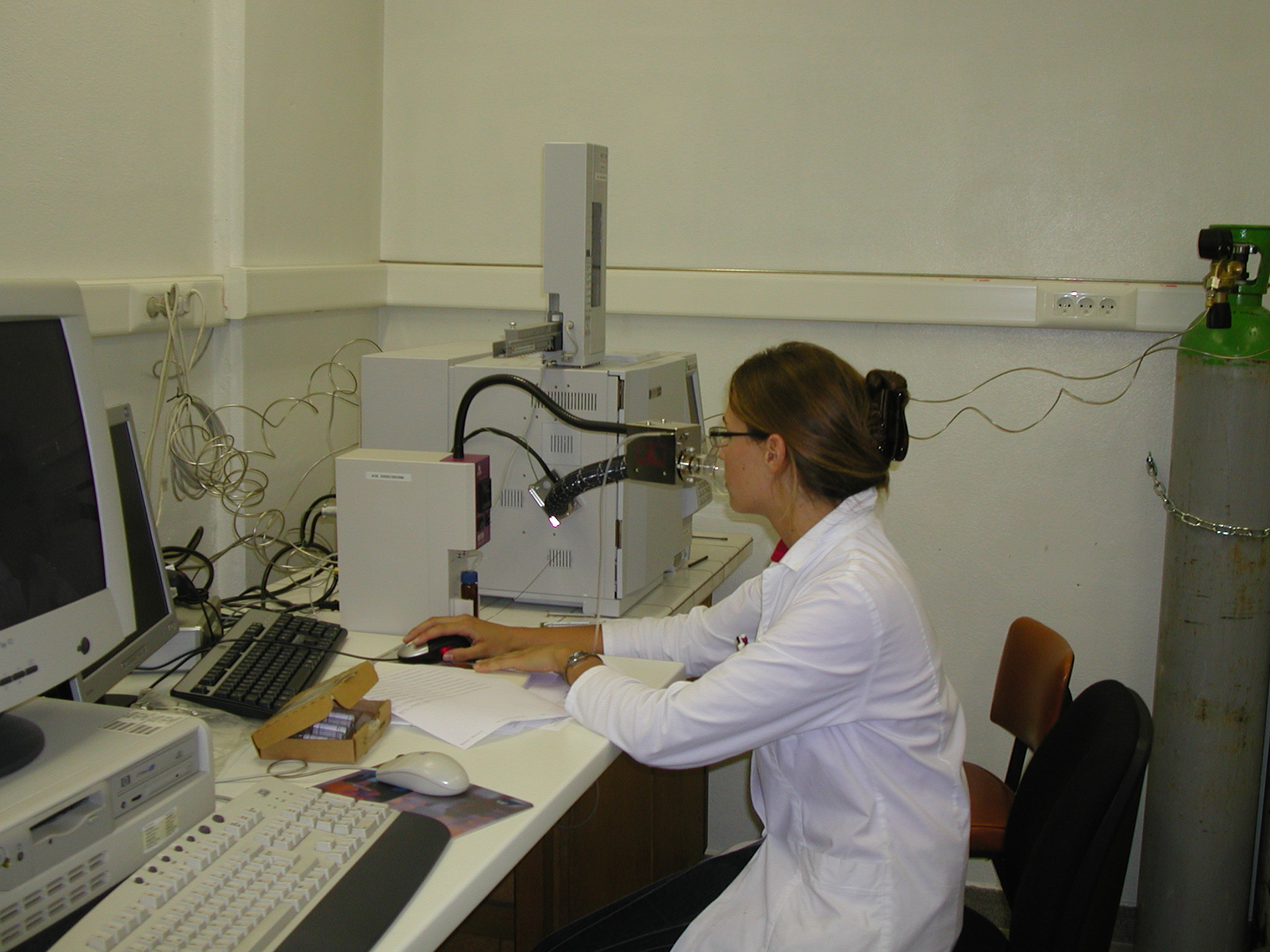
Nos jako detektor chromatografu gazowego. Oceny zapachu eluatów

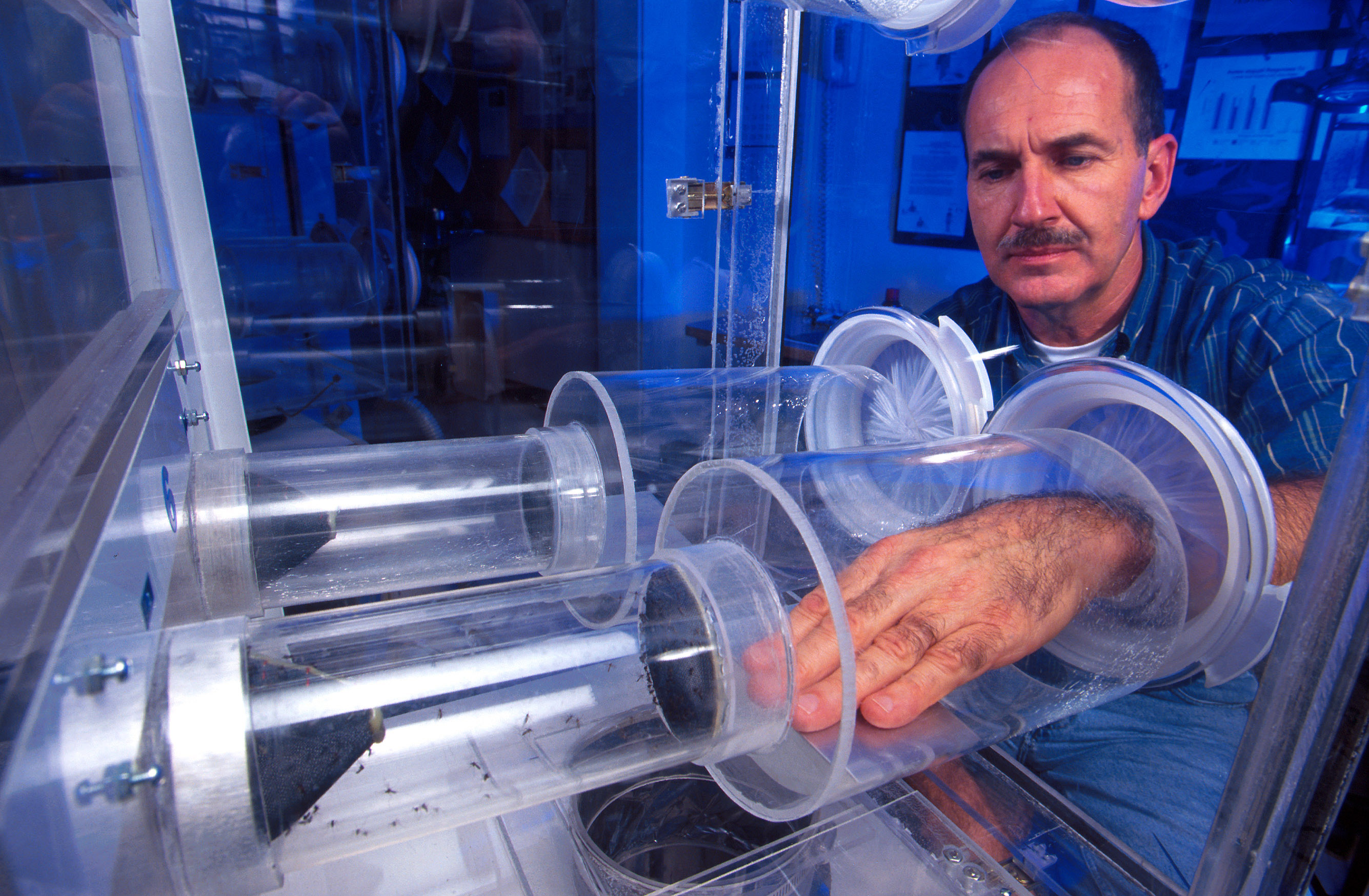
Badania węchu komarów

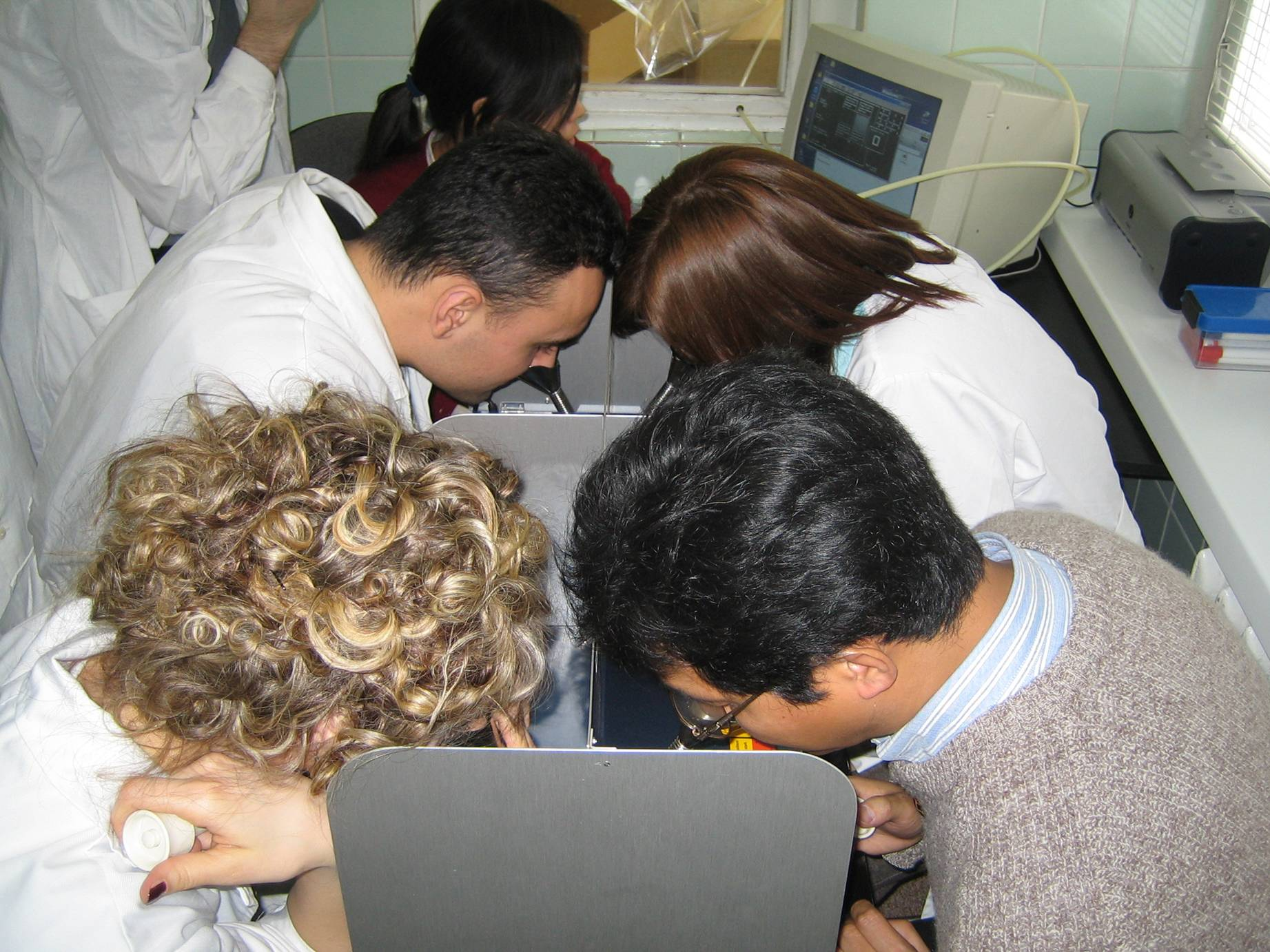
Olfaktometr TO7 – ZUT w Szczecinie

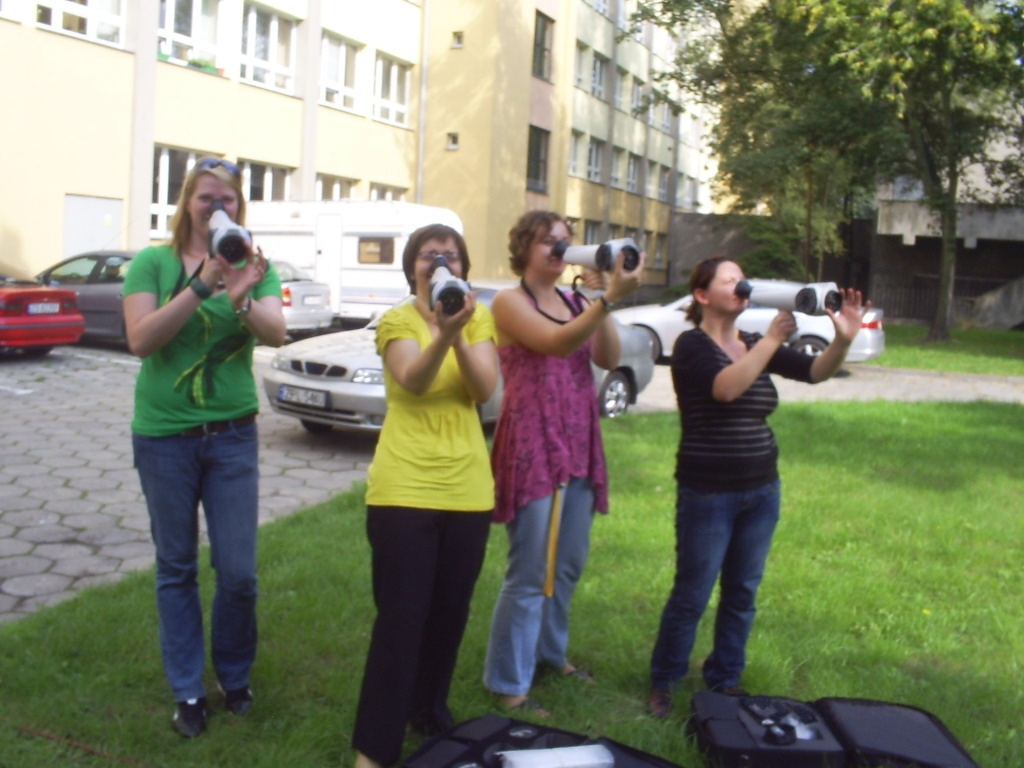
Cwiczenia z olfaktometrii terenowej w ZUT Szczecin

Olfaktometr – przyrząd służący do badania czułości narządu węchu (np. otolaryngologia, entomologia), bądź też przyrząd do ilościowych porównań intensywności zapachów różnych olejków eterycznych lub ocen zapachu poszczególnych składników wonnych mieszanin. Olfaktometry są też stosowane w czasie pomiarów stężenia zapachowego zanieczyszczeń (stężenia odorantów) w gazach emitowanych do powietrza lub w zanieczyszczonym powietrzu (patrz – Olfaktometria w inżynierii środowiska).
W Europie olfaktometryczne pomiary stężenia zapachowego są wykonywane zgodnie z normą europejską (EN) z roku 2003, ustanowioną przez Polski Komitet Normalizacyjny (PN-EN) w roku 2007: EN 13725:2003/PN-EN 13725:2007

. Zgodnie z normą olfaktometr dynamiczny jest urządzeniem do rozcieńczania strumienia badanego gazu zanieczyszczonego strumieniem czystego powietrza. W normie określono wymagania stawiane tym urządzeniom, np. materiały konstrukcyjne, prędkość przepływu gazów, dokładność rozcieńczania, zakres pomiarowy, zalecane sposoby prezentacji strumienia oceniającym (zobacz – Olfaktometria/Olfaktometry).
Zapach  wylotowego strumienia gazów ocenia odpowiednio dobrany zespół ludzi. Wynikiem pomiaru olfaktometrycznego jest stopień rozcieńczenia próbki badanego gazu, po którym jest osiągany zespołowy próg wyczuwalności zapachu (zobacz też – próg wyczuwalności zapachu), czyli sytuacja, gdy stężenie zapachowe jest równe jednej europejskiej jednostce zapachowej w metrze sześciennym: cod = 1 ouE/m3.
Olfaktometry dynamiczne są przyrządami pomiarowymi powszechnie stosowanymi przez służby ochrony środowiska w tych krajach, w których wprowadzono prawne regulacje w zakresie ochrony ludności przed uciążliwością zapachową. W Polsce są prowadzone prace, zmierzające do opracowania prototypu i uruchomienia produkcji.